# Plantago guilleminiana
Plantago guilleminiana är en grobladsväxtart som beskrevs av Joseph Decaisne. Plantago guilleminiana ingår i släktet kämpar, och familjen grobladsväxter. Inga underarter finns listade i Catalogue of Life.